# Г'ю Андерсон
Г'ю Роберт Андерсон (англ. Hugh Robert Anderson; народився 18 січня 1936, Гамільтон, Нова Зеландія) — новозеландський мотогонщик, чотириразовий чемпіон світу з шосейно-кільцевих мотогонок серії MotoGP: двічі у класі 50cc (в 1963—1964 роках) та двічі в класі 125сс (у 1963 та 1965 роках), а також 19-ти разовий чемпіон Нової Зеландії. Дворазовий переможець змагань на острові Мен.

## Біографія
Г'ю Андерсон виріс у Гантлі. З дитинства грав у регбіліг за «Huntly United» разом з іншим майбутнім учасником чемпіонату світу з шосейно-кільцевих мотогонок серії MotoGP Джинджером Моллоєм.
Він приєднався до гоночної заводської команди Suzuki в 1961 році, беручи участь в гонках в класах 50cc та 125cc, а іноді і 250cc. Разом з командою Андерсон став дворазовим чемпіоном світу (в класах 50cc і 125cc) в 1963 році і зберіг свій титул чемпіона світу 50cc в наступному році. У 1965 році він ще раз виграв чемпіонат в класі 125cc на своєму Suzuki.
З 1969 року він разом з дружиною Джанні оселився у рідному Гамільтоні, має двох доньок та сина.
У 1994 році, в день народження королеви Г'ю Андерсон став членом ордена Британської імперії за «заслуги в автоспорті».
У 1995 році Г'ю був введений до Зали слави спорту Нової Зеландії.

## Статистика виступів

### MotoGP

#### У розрізі сезонів
| Сезон  | Клас   | Мотоцикл | Гонки | Перемоги | Подіуми | Очки | Місце |
| ------ | ------ | -------- | ----- | -------- | ------- | ---- | ----- |
| 1960   | 350cc  | AJS      | 2     | 0        | 1       | 5    | 7     |
| 1961   | 350cc  | Norton   | 1     | 0        | 0       | 0    | НК    |
| 1962   | 350cc  | Norton   | 1     | 0        | 0       | 0    | НК    |
| 1962   | 50cc   | Suzuki   | 4     | 1        | 2       | 16   | 7     |
| 1962   | 125cc  | Suzuki   | 4     | 0        | 0       | 0    | НК    |
| 1962   | 350cc  | AJS      | 1     | 0        | 0       | 1    | 14    |
| 1963   | 50cc   | Suzuki   | 8     | 2        | 7       | 34   | 1     |
| 1963   | 125cc  | Suzuki   | 9     | 6        | 8       | 54   | 1     |
| 1964   | 50cc   | Suzuki   | 6     | 4        | 6       | 38   | 1     |
| 1964   | 125cc  | Suzuki   | 6     | 3        | 4       | 34   | 3     |
| 1964   | 250cc  | Suzuki   | 1     | 0        | 0       | 0    | НК    |
| 1965   | 50cc   | Suzuki   | 7     | 1        | 6       | 32   | 3     |
| 1965   | 125cc  | Suzuki   | 9     | 7        | 8       | 56   | 1     |
| 1966   | 50cc   | Suzuki   | 6     | 0        | 4       | 16   | 4     |
| 1966   | 125cc  | Suzuki   | 5     | 0        | 1       | 15   | 5     |
| Всього | Всього | Всього   | 68    | 25       | 48      | 301  |       |